# Manuel Cáceres (gobernador)
Manuel Cesáreo Cáceres (Santiago del Estero, 3 de julio de 1873 - íd., 6 de julio de 1935) fue un abogado, periodista y político argentino, que ejerció como gobernador de la provincia de Santiago del Estero entre 1920 y 1924.

## Biografía
Se doctoró en jurisprudencia en 1900, con una tesis sobre El Estado Nacional. Fue durante varios años funcionario judicial y del gobierno provincial. Entre 1904 y 1911 fue rector del Colegio Nacional de su ciudad natal. Fue uno de los fundadores y primer director de diario El Siglo.
En varias oportunidades ejerció como diputado provincial por la Unión Cívica Radical, fue uno de los electores que eligió presidente e Hipólito Yrigoyen y en 1919 fue elegido diputado nacional.
En 1920 fue elegido gobernador de su provincia. Durante su gestión se esforzó por crear escuelas y perforar pozos de agua, y se construyó el primer puente entre la capital y La Banda. Llevó adelante estudios geológicos e históricos, realizó varios avances en la fijación de los límites de la provincia y reformó la Constitución provincial.
Debió hacer frente a los efectos del excepcional desborde del río Dulce ocurrido a principios de ese año; entre sus primeras gestiones estuvo la celebración del centenario de la autonomía provincial. A pesar de haber recibido la provincia con un marcado déficit financiero, intentó llevar adelante un ambicioso proyecto de irrigación y protección contra las inundaciones, antecedente de las futuras obras del dique Los Quiroga, el embalse Río Hondo y las obras de riego que se apoyan en ambas obras. Fundó varios pueblos en el interior de la provincia, que no llegarían a alcanzar importancia poblacional; en cambio, sí tuvo éxito la creación del departamento Alberdi.
Para evitar enfrentarse con el gobierno de Yrigoyen, accedió a dejar sin efecto un proyecto de privatización de tierras fiscales en un solo bloque de 1 700 000 hectáreas. Pero si bien pretendió alinearse con la orientación política de su sucesor, Marcelo T. de Alvear, terminaría por enfrentarse con él por las irregularidades electorales y por la ambición del senador Ramón Gómez, que aspiraba a ser su sucesor en el cargo de gobernador.
Su gestión estuvo marcada por el enfrentamiento entre los grupos enfrentados en el radicalismo: ya en septiembre de 1920 se había pretendido someter a juicio político al gobernador, por haber impedido el acceso del público a las sesiones de la Legislatura, por no haber sancionado a los oficiales que habían ejecutado esa orden y por no solucionar la acefalía en la municipalidad de la ciudad capital. Si bien el juicio político no prosperó, los diputados adictos al gobernador renunciaron a sus cargos. Un segundo conflicto estalló al año siguiente, al anularse las elecciones de diputados provinciales, de las que resultó una segunda elección; la fracción de Cáceres obtuvo la victoria electoral.
Un tercer problema sucedió cuando un sobrino del gobernador fue sobreseído de un cargo de asesinato de un oficial militar en una riña. El ministro de Guerra, Agustín Pedro Justo, envió a un oficial del Ejército a averiguar si la autoridad del gobernador había librado a su sobrino. El gobernador protestó enérgicamente por la intromisión del Ejército y prohibió al oficial continuar su investigación, lo que generó un fuerte conflicto con el gobierno nacional, que llega a romper toda relación protocolar con el gobierno provincial; el propio jefe del regimiento con asiento en La Banda desairó públicamente al gobernador, y el presidente Alvear se negó a recibir al gobernador en Buenos Aires.
Finalmente, el presidente decretó la intervención federal de la provincia el 13 de febrero de 1924; se aducían como antecedentes todas las acusaciones vertidas por sus opositores respecto a las irregularidades electorales, la negativa del gobierno a conceder autoridades municipales a varios pueblos, el conflicto con el Ejército y por irregularidades en las elecciones provinciales previstas para el día 2 de marzo. El interventor federal Rogelio Araya se hizo cargo del gobierno el día 15 de febrero.
Durante el resto de su vida intentó reorganizar la Unión Cívica Radical, y ayudó a llegar a la gobernación a su exministro, Santiago Maradona, en 1928.
Falleció en su ciudad natal en 1935. Poco después, su biblioteca fue incorporada al Archivo General de la provincia.